# 為戰而生
《為戰而生》是由Gearbox Software開發，2K Games於2016年5月3日發行的第一人稱射擊多人在線戰鬥競技場遊戲。2017年6月，游戏宣布将多人模式免费。2019年11月，Gearbox宣布游戏将于2020年2月关闭游戏内商店服务，并计划于2021年1月停止游戏服务器的运营。

## 外部連結
- 官方网站